# Деметер, Марта
Марта Деметер (венг. Demeter Márta; род. 6 марта 1983 г., Будапешт) — венгерская политическая деятельница левоцентристского толка, политолог, депутат парламента с 2014 года. Сопредседательница партии «Политика может быть другой» (LMP) с октября 2018 года.

## Биография
Окончила гимназию им. Матяша Корвина в Будапеште и факультет политических наук в Высшей школе им. короля Жигмонда (Сигизмунда; ныне Университет им. Мильтона Фридмана). С 2010 года состояла в руководстве бюро Венгерской социалистической партии (ВСП, MSZP) в XIV районе Будапешта (Зугло), пока не покинула ряды партии. В 2010 и 2011 годах участвовала в муниципальных выборах в Зугло. В марте 2012 года была избрана членом правления ВСП.
На парламентских выборах в 2014 году занимала 23-е место в избирательном списке коалиции левоцентристских сил (ВСП-«Вместе»-Демократическая коалиция-Венгерская либеральная партия) и завоевала депутатский мандат.
Покинула ВСП и её парламентскую фракцию в январе 2017 года, мотивируя это тем, что её партия не собиралась всерьёз сменить правительство Орбана и заботилась только о своём выживании. Отказалась сложить свой мандат и продолжила работать в парламенте в качестве независимого депутата.
1 сентября 2017 года перешла в парламентскую фракцию партии «Политика бывает другой» (LMP); в саму партию вступила только в декабре 2017 года. Участвовала в парламентских выборах 2018 года как кандидат по 9-му мажоритарному округу в Будапеште, но в итоге прошла по партийному списку LMP. Заместительница главы парламентского комитета по обороне и внутренним делам.